# هاري إنديكوت
هاري إنديكوت (بالإنجليزية: Harry Endicott) هو مهندس أمريكي، ولد في 16 يونيو 1881 في مونتغمري في الولايات المتحدة، وتوفي في 5 سبتمبر 1913 في جاكسون في الولايات المتحدة.